# Steeg, Tyrolen
Steeg  är en ort och kommun i distriktet Reutte i förbundslandet Tyrolen i Österrike. I norr gränsar kommunen mot Tyskland.
Kommunen består av fem orter (Ortschaften) (inom parentes invånarantal 1 januari 2024):
- Dickenau (97)
- Hägerau (184)
- Hinterellenbogen (62)
- Lechleiten (70)
- Steeg (240)